# Filip Čapek
Filip Čapek (* 18. října 1971, Plzeň) je český evangelický teolog, archeolog a biblista působící na Evangelické teologické fakultě Univerzity Karlovy a v Centru biblických studií Akademie věd České republiky a Univerzity Karlovy. Je také překladatelem odborné literatury z angličtiny a němčiny.

## Život
Vyrůstal v Merklíně a Děčíně. Po základní škole v Děčíně a krátkém čase stráveném na Střední odborné škole polygrafické v Rumburku dokončil studia na Gymnáziu v České Lípě. Vystudoval Evangelickou teologickou fakultu Univerzity Karlovy. Zde absolvoval pod vedením svého učitele prof. Martina Prudkého  postgraduální studium kombinované s víceletým pobytem na Ruprecht-Karls Universität Heidelberg u prof. Manfreda Oeminga a na Oxford University u prof. Johna Bartona FBA. Po základní vojenské službě v roce 2002 nastoupil na vikariát v Praze-Dejvicích. V letech 2002-2017 sloužil jako farář v Třebechovicích pod Orebem, zároveň již od roku 2005 působí nejprve jako odborný asistent a od 2016 jako docent na Evangelické teologické fakultě Univerzity Karlovy. Profesorem byl jmenován v roce 2022. V roce 2024 se stal vedoucím Katedry Starého zákona, která se v roce 2025 transformovala spolu s Katedrou Nového zákona do společné Katedry biblických studií.

## Dílo
Hlavní oblasti působení Filipa Čapka jsou dvě. První se soustřeďuje na starověkou mudroslovnou literaturu počínající 3. stoletím př. n. l. Kromě habilitační práce věnované starozákonní knize Kazatel je autorem řady studií k sapienciální tematice vyšlých jak na domácí scéně, tak v zahraničí. Druhou oblastí je studium dějin a textů starověkého Izraele a Judského království v archeologickém kontextu. Z toho důvodu se od roku 2008 (lokalita Ramat Rachel u Jeruzaléma) účastní archeologických expedic v Izraeli nejprve jako dobrovolník a později po doplnění vzdělání v Institutu archeologie na Hebrejské univerzitě v Jeruzalémě jako koordinátor české účasti při výzkumu vedeného Hebrejskou univerzitou v Chirbet Qeiyafa (2011), později pak Univerzitou Tel Aviv v Tel Azeka (od 2012 každý rok), Městě Davidově (2017), Nachal Refajím (2018) a nově také ve spolupráci s Izraelským památkovým úřadem v Tel Moce (od 2019 každoročně).  Od roku 2016 je spolu s prof. Odedem Lipschitsem garantem pravidelných interdisciplinárních vědeckých sympozií pořádaných Institutem archeologie Univerzity Tel Aviv a ETF UK. Jedním z cílů je etablovat také v ČR biblickou archeologii jako standardní vědeckou disciplínu oproštěnou od fundamentalistické, konfesijní nebo náboženské zátěže stejně jako od ambic promlouvat do politických záležitostí v oblasti státu Izrael a Palestiny.
Čapek je autorem více než šedesáti studií vyšlých v ČR, SRN, USA, SR, Švýcarsku, Japonsku, Nizozemí a jinde. Věnuje se přednáškové činnosti jak pro laickou, tak i odbornou veřejnost (ČR, SRN, Nizozemí, Slovensko, Švédsko, Izrael, Japonsko, Rakousko, Itálie, Bulharsko). Je členem Israel Exploration Society, Society for Biblical Literature, European Association of Biblical Studies, Wissenschaftliche Gesellschaft für Theologie, České křesťanské akademie, spolupracuje s Israel Science Foundation, Israel Exploration Journal, The Minerva Center for the Relations between Israel and Aram in Biblical Times, Vetus Testamentum, Zeitschrift des Deutschen-Palästina-Vereins. Od roku 2010 je odpovědným redaktorem časopisu Teologická reflexe/Theological Reflection  vydávaného Univerzitou Karlovou a ETF UK.

## Ocenění
- 1999: Cena rektora podporovaná deníkem Mladá fronta DNES[27]
- 2018: ocenění rektora Univerzity Karlovy v Praze v soutěži o vysoce kvalitní monografie na UK v Praze za knihu Kazatel: Zneklidňující kniha pro neklidnou dobu.[28]
- 2020: ocenění rektora Univerzity Karlovy  v soutěži o vysoce kvalitní monografie na UK za knihu Archeologie, dějiny a utváření identity starověkého Izraele[29]
- 2022: Cena Arnošta z Pardubic za vynikající počin[30][31]
- 2025: ocenění rektora Univerzity Karlovy v soutěži o vysoce kvalitní monografie na UK za knihu Temples in Transformation – Iron Age Interactions and Continuity in Material Culture and in Textual Traditions[32]